# Militära grader i Sverige
Här redovisas det militära gradsystemet i Sverige, den gällande versionen som togs i bruk 2019. Den innehåller även listor på alla de militära graderna i Sverige mellan år 1687 och 2019 i de tre försvarsgrenarna. Gradbeteckningarna som är avbildade är avsedda Fältjacka 90. Övriga versioner av gradbeteckningarna (som för t.ex flottan, amfibiekåren och flygvapnet) går att se på respektive gradbetecknings egen redovisning.

## Militära grader 2019
Från den 1 oktober 2019 infördes ett nytt gradsystem för den svenska Försvarsmakten.
Från och med 2023 införs tjänstegraden Överfanjunkare (Öfj).
Tabellen nedan visar de svenska graderna i tjänstställningsordning.

### Gradbeteckningar för Fältjacka 90
| Specialistofficerare | Specialistofficerare | Specialistofficerare | Specialistofficerare | Specialistofficerare | Specialistofficerare        | Officerare    | Officerare    | Officerare      | Officerare  | Officerare             | Officerare   | Officerare           | Officerare           | Officerare              | Officerare    |            |            |            |            |            |            |            |            |            |            |            |            |            |            |
|                      |                      |                      |                      |                      |                             |               |               |                 |             |                        |              |                      |                      |                         |               |            |            |            |            |            |            |            |            |            |            |            |            |            |            |
| Sergeant (Serg)      | Översergeant (Öserg) | Fanjunkare (Fj)      | Överfanjunkare (Öfj) | Förvaltare (Fv)      | Regementsförvaltare (Regfv) | Fänrik (Fk)   | Löjtnant (Lt) | Kapten (Kn)     | Major (Mj)  | Överstelöjtnant (Övlt) | Överste (Öv) | Brigadgeneral (Bgen) | Generalmajor (Genmj) | Generallöjtnant (Genlt) | General (Gen) |            |            |            |            |            |            |            |            |            |            |            |            |            |            |
| Soldater och sjömän  | Soldater och sjömän  | Soldater och sjömän  | Soldater och sjömän  | Soldater och sjömän  | Soldater och sjömän         | Gruppbefäl    | Gruppbefäl    | Gruppbefäl      | Gruppbefäl  | Gruppbefäl             | Gruppbefäl   | Gruppbefäl           | Gruppbefäl           | Gruppbefäl              | Gruppbefäl    | Gruppbefäl | Gruppbefäl | Gruppbefäl | Gruppbefäl | Gruppbefäl | Gruppbefäl | Gruppbefäl | Gruppbefäl | Gruppbefäl | Gruppbefäl | Gruppbefäl | Gruppbefäl | Gruppbefäl | Gruppbefäl |
|                      |                      |                      |                      |                      |                             |               |               |                 |             |                        |              |                      |                      |                         |               |            |            |            |            |            |            |            |            |            |            |            |            |            |            |
| Menig (Men)          | Menig 1 (Men 1)      | Menig 2 (Men 2)      | Menig 3 (Men 3)      | Menig 4 (Men 4)      | Vicekorpral (Vkrp)          | Korpral (Krp) | Furir (Fu)    | Överfurir (Öfu) | Kadett (Kd) |                        |              |                      |                      |                         |               |            |            |            |            |            |            |            |            |            |            |            |            |            |            |

### Militära grader i Sverige från 1 oktober 2019
| OR- nivå | Armén Amfibiekåren Hemvärnet | Flottan Flygvapnet |      | OF- nivå | Armén Amfibiekåren Flygvapnet | Flottan         |
| OR 1     | Menig, Menig 1-2             | Menig, Menig 1-2   |      |          |                               |                 |
| OR 2     | Menig 3-4                    | Menig 3-4          |      |          |                               |                 |
| OR 3     | Vicekorpral                  | Vicekorpral        |      |          |                               |                 |
|          |                              |                    |      |          |                               |                 |
| OR 4     | Korpral                      | Korpral            |      |          |                               |                 |
| OR 5     | Furir                        | Furir              |      |          |                               |                 |
| OR 5     | Överfurir                    | Överfurir          |      |          |                               |                 |
|          | Kadett                       | Kadett             |      |          |                               |                 |
|          |                              |                    |      |          |                               |                 |
|          |                              |                    |      |          |                               |                 |
| OR 6     | Sergeant                     | Sergeant           | OF 1 | Fänrik   | Fänrik                        |                 |
| OR 6B    | Översergeant                 | Översergeant       | OF 1 | Löjtnant | Löjtnant                      |                 |
| OR 7     | Fanjunkare                   | Fanjunkare         |      | OF 2     | Kapten                        | Kapten          |
| OR 7B    | Överfanjunkare               |                    |      |          |                               |                 |
| OR 8     | Förvaltare                   | Förvaltare         |      | OF 3     | Major                         | Örlogskapten    |
|          |                              |                    |      |          |                               |                 |
| OR 9     | Regementsförvaltare          | Flottiljförvaltare |      | OF 4     | Överstelöjtnant               | Kommendörkapten |
|          |                              |                    | OF 5 | Överste  | Kommendör                     |                 |
|          |                              |                    |      |          |                               |                 |
|          |                              |                    |      | OF 6     | Brigadgeneral                 | Flottiljamiral  |
| OF 7     | Generalmajor                 | Konteramiral       |      |          |                               |                 |
| OF 8     | Generallöjtnant              | Viceamiral         |      |          |                               |                 |
| OF 9     | General                      | Amiral             |      |          |                               |                 |

OR (Other Ranks) 1–5 är soldater och sjömän, inklusive gruppbefäl; OR 6–9 är specialistofficerare; OF 1–10 är officerare.

## Militära grader 2009–2019
Överbefälhavaren beslutade 25 oktober 2008 om ett nytt gradsystem för den svenska Försvarsmakten. Nyordningen gäller i det flerbefälssystem som, på regeringens uppdrag, infördes den 1 januari 2009.
Tabellen nedan visar de svenska graderna i tjänstställningsordning. Fastställd översättning till engelska medtages.

### Gradbeteckningar
| Yrkesofficerare (Officerare och specialistofficerare (SO)) | Yrkesofficerare (Officerare och specialistofficerare (SO))       | Yrkesofficerare (Officerare och specialistofficerare (SO))       | Yrkesofficerare (Officerare och specialistofficerare (SO))       | Yrkesofficerare (Officerare och specialistofficerare (SO))       | Yrkesofficerare (Officerare och specialistofficerare (SO)) | Yrkesofficerare (Officerare och specialistofficerare (SO)) | Yrkesofficerare (Officerare och specialistofficerare (SO)) | Yrkesofficerare (Officerare och specialistofficerare (SO)) | Yrkesofficerare (Officerare och specialistofficerare (SO)) | Yrkesofficerare (Officerare och specialistofficerare (SO)) | Yrkesofficerare (Officerare och specialistofficerare (SO)) | Yrkesofficerare (Officerare och specialistofficerare (SO)) | Yrkesofficerare (Officerare och specialistofficerare (SO)) | Yrkesofficerare (Officerare och specialistofficerare (SO)) | Yrkesofficerare (Officerare och specialistofficerare (SO)) | Yrkesofficerare (Officerare och specialistofficerare (SO)) | Yrkesofficerare (Officerare och specialistofficerare (SO)) | Yrkesofficerare (Officerare och specialistofficerare (SO)) | Yrkesofficerare (Officerare och specialistofficerare (SO)) | Yrkesofficerare (Officerare och specialistofficerare (SO)) | Yrkesofficerare (Officerare och specialistofficerare (SO)) | Yrkesofficerare (Officerare och specialistofficerare (SO)) | Yrkesofficerare (Officerare och specialistofficerare (SO)) |
| ---------------------------------------------------------- | ---------------------------------------------------------------- | ---------------------------------------------------------------- | ---------------------------------------------------------------- | ---------------------------------------------------------------- | ---------------------------------------------------------- | ---------------------------------------------------------- | ---------------------------------------------------------- | ---------------------------------------------------------- | ---------------------------------------------------------- | ---------------------------------------------------------- | ---------------------------------------------------------- | ---------------------------------------------------------- | ---------------------------------------------------------- | ---------------------------------------------------------- | ---------------------------------------------------------- | ---------------------------------------------------------- | ---------------------------------------------------------- | ---------------------------------------------------------- | ---------------------------------------------------------- | ---------------------------------------------------------- | ---------------------------------------------------------- | ---------------------------------------------------------- | ---------------------------------------------------------- |
| SO                                                         | SO                                                               | SO                                                               | SO                                                               |                                                                  |                                                            |                                                            |                                                            |                                                            |                                                            |                                                            |                                                            |                                                            |                                                            |                                                            |                                                            |                                                            |                                                            |                                                            |                                                            |                                                            |                                                            |                                                            |                                                            |
|                                                            |                                                                  |                                                                  |                                                                  |                                                                  |                                                            |                                                            |                                                            |                                                            |                                                            |                                                            |                                                            |                                                            |                                                            |                                                            |                                                            |                                                            |                                                            |                                                            |                                                            |                                                            |                                                            |                                                            |                                                            |
| Förste sergeant                                            | Fanjunkare                                                       | Förvaltare                                                       | Regementsförvaltare                                              | Fänrik                                                           | Löjtnant                                                   | Kapten                                                     | Major                                                      | Överstelöjtnant                                            | Överste                                                    | Överste 1. graden                                          | Brigadgeneral                                              | Generalmajor                                               | Generallöjtnant                                            | General                                                    |                                                            |                                                            |                                                            |                                                            |                                                            |                                                            |                                                            |                                                            |                                                            |
| Sergeant First Class                                       | Colour Sergeant                                                  | Sergeant Major                                                   | Regimental Sergeant Major                                        | Second Lieutenant                                                | Lieutenant                                                 | Captain                                                    | Major                                                      | Lieutenant Colonel                                         | Colonel                                                    | Brigadier                                                  | Brigadier General                                          | Major General                                              | Lieutenant General                                         | General                                                    |                                                            |                                                            |                                                            |                                                            |                                                            |                                                            |                                                            |                                                            |                                                            |
| Gruppchefer och soldater (GSS)                             |                                                                  |                                                                  |                                                                  |                                                                  |                                                            |                                                            |                                                            |                                                            |                                                            |                                                            |                                                            |                                                            |                                                            |                                                            |                                                            |                                                            |                                                            |                                                            |                                                            |                                                            |                                                            |                                                            |                                                            |
|                                                            |                                                                  |                                                                  |                                                                  |                                                                  |                                                            |                                                            |                                                            |                                                            |                                                            |                                                            |                                                            |                                                            |                                                            |                                                            |                                                            |                                                            |                                                            |                                                            |                                                            |                                                            |                                                            |                                                            |                                                            |
| Menig                                                      | Menig 1 klass (ett nytt streck efter 3, 5 och 7 års anställning) | Menig 1 klass (ett nytt streck efter 3, 5 och 7 års anställning) | Menig 1 klass (ett nytt streck efter 3, 5 och 7 års anställning) | Menig 1 klass (ett nytt streck efter 3, 5 och 7 års anställning) | Vicekorpral                                                | Korpral                                                    | Sergeant                                                   |                                                            |                                                            |                                                            |                                                            |                                                            |                                                            |                                                            |                                                            |                                                            |                                                            |                                                            |                                                            |                                                            |                                                            |                                                            |                                                            |
| Private                                                    | Private First Class                                              | Private First Class                                              | Private First Class                                              | Private First Class                                              | Lance Corporal                                             | Corporal                                                   | Sergeant                                                   |                                                            |                                                            |                                                            |                                                            |                                                            |                                                            |                                                            |                                                            |                                                            |                                                            |                                                            |                                                            |                                                            |                                                            |                                                            |                                                            |

### Militära grader i Sverige från 2012 - 30 september 2019
Under perioden 2009–2012 fanns det särskilda gradbenämningar för specialistofficerare vid Flottan, nämligen 1:e styrman, 1:e konstapel, 1:e maskinist och flaggstyrman, flaggkonstapel och flaggmaskinist. Dock användes inte dessa benämningar i praktiken Istället användes samma som i övriga vapenslag  
| Nivå | Armén Amfibiekåren  | Flottan            | Flygvapnet         |
| ---- | ------------------- | ------------------ | ------------------ |
| OR 1 | Menig               | Menig              | Menig              |
| OR 2 | Menig 1 kl          | Menig 1 kl         | Menig 1 kl         |
| OR 3 | Vicekorpral         | Vicekorpral        | Vicekorpral        |
| OR 4 | Korpral             | Korpral            | Korpral            |
| OR 5 | Sergeant            | Sergeant           | Sergeant           |
|      |                     |                    |                    |
| OR 6 | Förstesergeant      | Förstesergeant     | Förstesergeant     |
| OR 7 | Fanjunkare          | Fanjunkare         | Fanjunkare         |
| OR 8 | Förvaltare          | Förvaltare         | Förvaltare         |
| OR 9 | Regementsförvaltare | Flottiljförvaltare | Flottiljförvaltare |
|      |                     |                    |                    |
| OF 1 | Fänrik              | Fänrik             | Fänrik             |
| OF 1 | Löjtnant            | Löjtnant           | Löjtnant           |
| OF 2 | Kapten              | Kapten             | Kapten             |
| OF 3 | Major               | Örlogskapten       | Major              |
| OF 4 | Överstelöjtnant     | Kommendörkapten    | Överstelöjtnant    |
| OF 5 | Överste             | Kommendör          | Överste            |
| OF 6 | Brigadgeneral       | Flottiljamiral     | Brigadgeneral      |
| OF 7 | Generalmajor        | Konteramiral       | Generalmajor       |
| OF 8 | Generallöjtnant     | Viceamiral         | Generallöjtnant    |
| OF 9 | General             | Amiral             | General            |

OR (Other Ranks) 1–5 är soldater och sjömän, inklusive gruppbefäl; OR 6–9 är specialistofficerare; OF 1–10 är officerare.
Källa:

## Militära grader 1983–2009
Genom den nya befälsordningen 1983 infördes ett enhetsbefälssystem för alla yrkesbefäl, vilka därefter betecknades som yrkesofficerare.
| Nivå | Yrkes- officerare                             | Reserv- officerare | Värnplikts- officerare | Gruppbefäl | Värnpliktiga |
| ---- | --------------------------------------------- | ------------------ | ---------------------- | ---------- | ------------ |
| 9    | -                                             | -                  | -                      | -          | Menig        |
| 8    | -                                             | -                  | -                      | Korpral    | -            |
| 8    | -                                             | -                  | -                      | Furir      | -            |
| 8    | -                                             | -                  | -                      | Överfurir  | -            |
| 7    | -                                             | -                  | Sergeant               | -          | -            |
| 7    | -                                             | -                  | Fanjunkare             | -          | -            |
| 6    | Fänrik                                        | Fänrik             | Fänrik                 | -          | -            |
| 6    | Löjtnant                                      | Löjtnant           | Löjtnant               | -          | -            |
| 5    | Kapten                                        | Kapten             | Kapten                 | -          | -            |
| 4    | Major                                         | Major              | -                      | -          | -            |
| 3    | Överstelöjtnant                               | -                  | -                      | -          | -            |
| 2    | Överstelöjtnant med särskild tjänsteställning | -                  | -                      | -          | -            |
| 1    | Överste                                       | -                  | -                      | -          | -            |
| 1    | Överste 1. gr                                 | -                  | -                      | -          | -            |
| H    | Brigadgeneral                                 | -                  | -                      | -          | -            |
| H    | Generalmajor                                  | -                  | -                      | -          | -            |
| H    | Generallöjtnant                               | -                  | -                      | -          | -            |
| H    | General                                       | -                  | -                      | -          | -            |

1. ↑  Inga nya utnämningar efter år 2000
2. ↑  Införd år 2000

## Militära grader 1972–1983
Genom tjänsteställningreformen 1972 blev de tidigare yrkesofficerarna regementsofficerare, de tidigare yrkesunderofficerarna kompaniofficerare och det tidigare yrkesunderbefälet plutonsofficerare. Officerare och underofficerare i reserven blev reservofficerare på kompanibefäls- och plutonsbefälsnivå. Tidigare värnpliktiga officerare blev värnpliktsofficerare på kompani- och plutonsbefälsnivå. Lägre underbefäl blev befäl gruppchefsnivå. Gradbenämningarna förvaltare och vicekorpral avskaffades.
| Nivå | Regements- officerare | Kompani- officerare | Plutons- officerare | Reserv- officerare | Värnplikts- officerare | Gruppchefer | Värnpliktiga |
| ---- | --------------------- | ------------------- | ------------------- | ------------------ | ---------------------- | ----------- | ------------ |
| M    | -                     | -                   | -                   | -                  | -                      | -           | Menig        |
| G    | -                     | -                   | -                   | -                  | -                      | Korpral     | -            |
| G    | -                     | -                   | -                   | -                  | -                      | Furir       | -            |
| G    | -                     | -                   | -                   | -                  | -                      | Överfurir   | -            |
| T    | -                     | -                   | Sergeant            | Sergeant           | Sergeant               | -           | -            |
| T    | -                     | -                   | Fanjunkare          | Fanjunkare         | Fanjunkare             | -           | -            |
| P    | -                     | Fänrik              | -                   | Fänrik             | Fänrik                 | -           | -            |
| P    | Löjtnant              | Löjtnant            | -                   | Löjtnant           | Löjtnant               | -           | -            |
| K    | Kapten                | Kapten              | -                   | Kapten             | Kapten                 | -           | -            |
| B    | Major                 | -                   | -                   | Major              | -                      | -           | -            |
| F    | Överstelöjtnant       | -                   | -                   | -                  | -                      | -           | -            |
| R    | Överste               | -                   | -                   | -                  | -                      | -           | -            |
| R    | Överste 1. gr         | -                   | -                   | -                  | -                      | -           | -            |
| H    | Generalmajor          | -                   | -                   | -                  | -                      | -           | -            |
| H    | Generallöjtnant       | -                   | -                   | -                  | -                      | -           | -            |
| H    | General               | -                   | -                   | -                  | -                      | -           | -            |

- Se även: Svenska arméns gradbeteckningar

## Grad och typbefattning 1935–2009
| Typbefattning                                                                         | Före och under beredskapen                                              | 1960 års befälsordning för armén                                                   | Tjänsteställnings- reformen 1972 | Ny befälsordning 1983       | Befälsordningen 2009                            |
| ------------------------------------------------------------------------------------- | ----------------------------------------------------------------------- | ---------------------------------------------------------------------------------- | -------------------------------- | --------------------------- | ----------------------------------------------- |
| Fältregementschef Brigadchef                                                          | Överste                                                                 | Överste                                                                            | (Nivå R) Överste 1. graden       | (Nivå 1) Överste 1. graden  | (OF 6) Brigadgeneral                            |
| Regementschef                                                                         | Överste                                                                 | Överste                                                                            | (Nivå R) Överste                 | (Nivå 1) Överste            | (OF 5) Överste                                  |
| Bataljonchef i fredsorganisationen/ utbildningsorganisationen/ grundorganisationen    | Överstelöjtnant Major                                                   | Överstelöjtnant Major                                                              | (Nivå F) Överstelöjtnant         | (Nivå 3-2*) Överstelöjtnant | (OF 4) Överstelöjtnant                          |
| Bataljonchef i krigsorganisationen/ mobiliseringsorganisationen/ insatsorganisationen | Överstelöjtnant Major                                                   | Kapten (yrkesoff)                                                                  | (Nivå B) Major                   | (Nivå 4) Major              | (OF 4) Överstelöjtnant                          |
| Kompanichef i utborg                                                                  | Kapten Ryttmästare (kavalleriet)                                        | Kapten (yrkesoff)                                                                  | (Nivå B) Major                   | (Nivå 4) Major              | (OF 3) Major                                    |
| Kompanichef i krigsorg                                                                | Kapten Ryttmästare (kavalleriet)                                        | Kapten (res/vpl) Förvaltare (yrkesuoff) Löjtnant (yrkesoff) Fanjunkare (yrkesuoff) | (Nivå K) Kapten                  | (Nivå 5) Kapten             | (OF 3) Major                                    |
| Plutonchef i utborg                                                                   | Löjtnant Fänrik Sergeant                                                | Löjtnant (yrkesoff) Fanjunkare (yrkesuoff) Fänrik (yrkesoff)                       | (Nivå K) Kapten                  | (Nivå 5) Kapten             | (OF 2) Kapten (OR 8) Förvaltare (OF 1) Löjtnant |
| Plutonchef i krigsorg                                                                 | Löjtnant Fänrik                                                         | Löjtnant (res/vpl) Fänrik (yrkesoff/res/vpl) Sergeant                              | (Nivå P) Löjtnant Fänrik         | (Nivå 6) Löjtnant           | (OF 2) Kapten (OR 8) Förvaltare (OF 1) Löjtnant |
| Kompaniadjutant (utborg)                                                              | Fanjunkare Styckjunkare (artilleriet)                                   | Rustmästare (yrkesubef)                                                            | (Nivå T) Fanjunkare              | (Nivå 6) Löjtnant           | (OR 8) Förvaltare                               |
| Kompanikvartermästare (krigsorg)                                                      | Fanjunkare Styckjunkare (artilleriet)                                   | Fanjunkare (res/vpl) Sergeant (vpl) Rustmästare (yrkesubef)                        | (Nivå T) Fanjunkare              | (Nivå 6) Löjtnant           | (OR 8) Förvaltare                               |
| Ställföreträdande plutonchef i utborg                                                 | Sergeant Furir                                                          | Sergeant (yrkesuoff) Överfurir (yrkesubef)                                         | (Nivå P)Löjtnant Fänrik          | (Nivå 6) Löjtnant           | (OR 7) Fanjunkare (OF 1) Fänrik                 |
| Ställföreträdande plutonchef i krigsorg                                               | Sergeant                                                                | Sergeant (vpl) Furir (yrkesubef)                                                   | (Nivå T) Sergeant                | (Nivå 7) Sergeant           | (OR 7) Fanjunkare (OF 1) Fänrik                 |
| (stamanställd) Gruppchef/Instruktör                                                   | Furir Korpral Konstapel (artilleriet)                                   | Överfurir Furir                                                                    | (Nivå G) Överfurir               | (Nivå 6) Fänrik             | (OR 6) Förste sergeant                          |
| (vpl/GSS) Gruppchef                                                                   | Korpral Konstapel (artilleriet) Vicekorpral Vicekonstapel (artilleriet) | Korpral                                                                            | (Nivå G) Furir                   | (Nivå 8) Furir              | (OR 5) Sergeant (OR-4) Korpral                  |
| (utbildad) Soldat                                                                     | Menig                                                                   | Menig                                                                              | (Nivå M) Menig                   | (Nivå 9) Menig              | (OR 3) Vicekorpral (OR 2) Menig 1kl             |
| Rekryt                                                                                | Menig                                                                   | Menig                                                                              | (Nivå M) Menig                   | (Nivå 9) Menig              | (OR 1) Menig                                    |

- Nivå 2 var reserverad för överstelöjtnanter med särskild tjänsteställning, d.v.s. generalstabsofficerare i karriären som var avsedda att befordras till nivå 1 (överste).

## Historiska grader i svenska armén

### Officerare
- Fältmarskalk (vilande, inga utnämningar sedan 1800-talet)
- Rikstygmästare (avskaffad)
- Fältmarskalklöjtnant (avskaffad)
- General
- Generallöjtnant
- Generalmajor
- Generaladjutant  (avskaffad)
- Brigadgeneral
- Överste 1. graden (avskaffad, inga utnämningar sedan 2000)
- Fältöverste (avskaffad)
- Överste
- Tygmästare (avskaffad)
- Överstelöjtnant
- Major
- Ryttmästare (avskaffad)
- Kapten
- Kaptenlöjtnant (avskaffad)
- Löjtnant
- Underlöjtnant (avskaffad)
- Kornett (avskaffad)
- Fänrik

### Underofficerare
- Bataljonsadjutant (avskaffad)
- Regementsförvaltare (införd 2009)
- Adjutant (avskaffad)
- Kvartermästare (avskaffad)
- Förvaltare (avskaffad 1972, återinförd 2009)
- Fanjunkare
- Styckjunkare (avskaffad)
- Regementsväbel (avskaffad)
- Översergeant (införd 2019)
- Fältväbel (avskaffad)
- Förste Sergeant (avskaffad 2019)
- Sergeant
- Förare (avskaffad)

### Underbefäl
- Rustmästare (avskaffad)
- Överfurir (avskaffad 2009, återinförd 2019)
- Furir (avskaffad 2009, återinförd 2019)
- Distinktionskorpral (avskaffad)
- Korpral
- Vicekorpral (avskaffad 1972, återinförd 2009)
- Förste Konstapel (avskaffad)
- Konstapel (avskaffad)
- Vicekonstapel (avskaffad)
- Lärkonstapel (avskaffad)

### Meniga
- Menig 1kl (införd 2009, avskaffad 2019)[a]
- Menig

## Historiska grader i  Svenska flottan

### Grader 1983–2009

#### Grader för officerare
- Amiral
- Viceamiral
- Konteramiral
- Flottiljamiral
- Kommendör 1. graden
- Kommendör
- Kommendörkapten
- Örlogskapten
- Kapten
- Löjtnant
- Fänrik

#### Övrigt befäl
- Fanjunkare
- Sergeant
- Överfurir
- Furir
- Korpral

#### Meniga
- Menig

### Äldre grader

#### Officersgrader

##### Före 1680
- Generalamiral
- Amiral
- Viceamiral
- Amirallöjtnant och ekipagemästare – holmmajor
- Schoutbynacht
- Amirallöjtnant och tygmästare
- Major
- Kommendör
- Artillerikapten
- Fyrverkarkapten
- Kapten
- Artillerilöjtnant
- Överlöjtnant
- Underlöjtnant

##### 1680–1824
- Storamiral (1748–1796)
- Översteamiral (1680–1685)
- Amiralgeneral (1681–1713)
- Generalamiral (1780–1784; 1792–1794; 1812–1824)
- Amiralgenerallöjtnant (1680–1681; 1712)
- Överamiral (1715–1751; 1784–1790; 1809–1812)
- Förste amiral (1776–1799)
- Amiral (1680–1814)
- Viceamiral (1680–1814)
- Schoutbynacht (1680–1771)
- Konteramiral (1771–1824)
- Kommendör (1680–1771)
- Överste (1771–1814)
- Kommendörkapten (1748–1771)
- Överstelöjtnant (1771–1824)
- Major (1771–1814)
- Amiralitetskapten (1680–1748)
- Skeppskapten (1680–1748)
- Kapten (1748–1824)
- Kaptenlöjtnant (1720–1771)
- Överlöjtnant (1680–1719)
- Löjtnant (1720–1824)
- Underlöjtnant (1680–1719)
- Fänrik (1778–1803)

Källa: 

##### 1824–1844
- Storamiral
- Amiral
- Viceamiral
- Konteramiral
- Kommendörkapten av 1:a klassen
- Kommendörkapten av 2:a klassen
- Kapten
- Premiärlöjtnant
- Sekundlöjtnant

##### 1844–1866
- Amiral
- Vice amiral
- Konteramiral
- Kommendör
- Kommendörkapten
- Kapten
- Kaptenlöjtnant
- Premiärlöjtnant
- Sekundlöjtnant

##### 1866
- Amiral
- Vice amiral
- Konteramiral
- Kommendör
- Kommendörkapten av 1:a klassen
- Kommendörkapten av 2:a klassen
- Kapten
- Löjtnant
- Underlöjtnant

#### Äldreunderofficersgrader

##### 1767–1823

###### Artilleriunderofficerare
- Flaggjunkare (införd 1799)
- Flaggkonstapel
- Konstapel
- Arklimästare

###### Skeppare
- Flaggjunkare (införd 1799)
- Flaggskeppare
- Överskeppare
- Underskeppare
- Högbåtsman

###### Styrmän
- Flaggjunkare (införd 1799)
- Flaggstyrman
- Överstyrman
- Medelstyrman
- Lärstyrman

## Historiska grader i Amfibiekåren och dess föregångare

### Grader 1983–2009

#### Officerare
- General
- Generallöjtnant
- Generalmajor
- Brigadgeneral
- Överste 1. graden
- Överste
- Överstelöjtnant
- Major
- Kapten
- Löjtnant
- Fänrik

#### Övrigt befäl
- Fanjunkare
- Sergeant
- Överfurir
- Furir
- Korpral

#### Meniga
- Menig

#### OfficersgraderiKustartilleriet

##### 1902
- Generalmajor
- Överste
- Överstelöjtnant
- Major
- Löjtnant
- Underlöjtnant

#### OfficersgraderiSkärgårdsartilleriet

##### 1866–1873
- Generalmajor
- Överste
- Överstelöjtnant
- Major
- Löjtnant
- Underlöjtnant

#### OfficersgraderiSkärgårdsflottan

##### 1756–1823
- Amiral
- Viceamiral
- Konteramiral
- Överste
- Överstelöjtnant
- Major
- Kapten
- Löjtnant
- Underlöjtnant

#### UnderofficersgraderiKustartilleriet

##### 1902

###### Underofficer av 1. graden
- Styckjunkare
- Flaggjunkare
- Flaggmaskinist
- Flaggrustmästare
- Stabstrumpetare

###### Underofficer av 2. graden
- Sergeant
- Maskinist
- Rustmästare
- Torpedmästare
- Stabstrumpetare

#### UnderofficersgraderiSkärgårdsartilleriet

##### 1866–1873
- Flaggjunkare
- Styckjunkare
- Sergeant

#### UnderofficersgraderiSkärgårdsflottan

##### 1761–1823

###### Artilleriunderofficerare
- Flaggjunkare (införd 1796)
- Flaggkonstapel
- Styckjunkare
- Sergeant
- Furir

###### Skeppare
- Flaggjunkare (införd 1796)
- Flaggskeppare
- Överskeppare
- Underskeppare
- Högbåtsman

###### Styrmän
- Flaggjunkare (införd 1796)
- Flaggstyrman
- Överstyrman
- Medelstyrman
- Lärstyrman

## Historiska grader i Svenska flygvapnet

### Grader 1983–2009

#### Officerare
- General
- Generallöjtnant
- Generalmajor
- Brigadgeneral
- Överste 1. graden
- Överste
- Överstelöjtnant
- Major
- Kapten
- Löjtnant
- Fänrik

#### Övrigt befäl
- Fanjunkare
- Sergeant
- Överfurir
- Furir
- Korpral

#### Meniga
- Menig

## Fotnoter
1. 1 2  ”Nya gradbeteckningar införs”. Försvarsmakten. 1 oktober 2019. https://www.forsvarsmakten.se/sv/aktuellt/2019/10/nya-gradbeteckningar-infors/. Läst 2 oktober 2019.
2. ↑  ”Införandet av graden Överfanjunkare”. Arkiverad från originalet den 7 mars 2024. https://web.archive.org/web/20240307235336/https://blogg.forsvarsmakten.se/armebloggen/2024/03/05/ny-grad-overfanjunkare/. Läst 6 mars 2024.
3. ↑  http://www.officersforbundet.se/medlemsinformation/Offinfo%202008/Officersinfo%20nr%2024_08.pdf
4. ↑  HKV 2009-04-24 16100.56612
5. ↑  Försvarsmaktens föreskrifter om tillämpning av officersförordningen (2007:1268);
beslutade den 27 juni 2012.
6. ↑  Kungl. Maj:ts proposition nr 44 år 1972
7. ↑  Betänkande med förslag till plan för organisationsarbetet inom försvarsväsendet SOU: 1943:1, sid. 114–115.
8. ↑  Tjänsteställning inom krigsmakten SOU 1967:15 2013-11-11.
9. ↑  Kungl Majt:s proposition 1972:442013-11-10.
10. ↑  Regeringens proposition 1977/78:24 2013-11-12.
11. ↑  Handbok för personaltjänst (H Pers 97) Stockholm: Försvarsmakten, 1997.
12. ↑  Militära grader - Försvarsmakten 2015-01-06.
13. ↑  Gunnar Unger, Illustrerad Svensk sjökrigshistoria (Stockholm 1909), del 2, s. 301.